# Anachoreoo
Anachoreoo is een kunstwerk in Amsterdam-Oost.
Het is een constructie van kunstenaar Berend Strik en is geplaatst in/boven Park Frankendael. Strik liet zich inspireren door folly’s, een normaal verschijnsel in de 18e en 19e eeuw bij buitenplaatsen. De constructie is dan ook te vinden nabij de voormalige buitenplaats Frankendael, enig overgebleven buitenplaats in de voormalige gemeente Watergraafsmeer. Omdat het gebouwtje onbereikbaar is, gaf de kunstenaar het de typering kluizenaarswoning mee. Echter in dit huisje kan niet gewoond worden; het bestaat alleen uit de ribben van een huisconstructie. Ander detail is dat normaliter open gevelvlakken, de ramen en deuren, hier juist dicht zijn (staalplaat). De titel verwijst naar Antonius van Egypte, die de bijnaam Anachoreet kreeg (Anachoreoo betekent uitwijken of afwenden). 
Anachoreoo is een overblijfsel van een tentoonstelling in 2015 van allerlei folly’s in Park Frankendael. Onder de andere kunstenaars bevonden zich Maze de Boer, Giny Vos en Atelier Van Lieshout. 
Frankendael heeft ook een echt oude folly; een kloostertje omgebouwd tot ruïne, staande op een van de eilandjes.